# Don Carlos Buell
Don Carlos Buell (ur. 23 marca 1818, zm. 19 listopada 1898) – amerykański wojskowy, oficer United States Army, który brał udział w walkach z Seminolami, wojnie z Meksykiem i w wojnie secesyjnej. Buell dowodził armiami Unii w dwóch wielkich bitwach wojny domowej: pod Shiloh i Perryville. Społeczeństwo Północy było oburzone niewykorzystaniem przezeń przewagi, jaką miał nad konfederatami po bitwie pod Perryville, jak również niezabezpieczeniem dla Unii wschodniego Tennessee. Historycy uważają, że był dowódcą odważnym, pracowitym i mistrzowsko operującym logistyką, ale jednocześnie zbyt ostrożnym i niezdecydowanym by sprostać wielkim wyzwaniom jakie stanęły przed nim w 1862 roku. W rezultacie został pozbawiony dowództwa i do końca swej militarnej kariery nie odegrał już większej roli.

## Młodość
Buell urodził się w miejscowości Lowell w stanie Ohio. Był kuzynem George’a Buella, jak on sam generała Unii. Był z pochodzenia Katalończykiem.
Do wybuchu wojny secesyjnej mieszkał w Indianie. W roku 1841 ukończył U.S. Military Academy i otrzymał stopień podporucznika wraz z przydziałem do 3 Regimentu Piechoty. W czasie wojny z Meksykiem służył pod rozkazami generałów Zachary’ego Taylora i Winfielda Scotta. Był trzykrotnie awansowany i odniósł rany pod Churubusco. W czasach pokojowych pracował w biurze adiutantury generalnej US Army jako adiutant ds. Kalifornii, a w roku 1851 otrzymał awans na kapitana.

## Wojna secesyjna
Na początku wojny secesyjnej Buell był współorganizatorem Armii Potomaku i krótko dowodził jedną z jej dywizji. W lipcu 1861 roku otrzymał awans na generała-brygadiera ze starszeństwem od 17 maja. W listopadzie zastąpił gen. bryg. Williama Tecumseha Shermana na stanowisku komendanta Departamentu Ohio w Louisville w stanie Kentucky. Departamentowi Buella podlegała nowo powstała Armia Ohio (później przemianowana na Armię Cumberlandu). Dowódcy oczekiwali od Buella, że będzie operował we wschodnim Tennessee, gdzie najwięcej było sympatyków Unii, które to terytorium uważane było za politycznie istotny czynnik w toczącej się wojnie. Tymczasem Buell zlekceważył sugestie i rozkazy i w zamian ruszył na czele 50-tysięcznej armii na Nashville, zajmując je 25 lutego 1862 roku prawie bez oporu (gdy gen. bryg. Ulysses Grant zdobył 6 lutego Fort Henry, a 16 lutego Fort Donelson konfederaci opuścili Nashville i odeszli na południe). 21 marca Buell otrzymał awans na generała-majora ochotników, ale utracił niezależność, bowiem został podporządkowany Departamentowi Mississippi, dowodzonemu przez gen.-mjra Henry’ego W. Hallecka.

### Shiloh
Wiosną 1862 roku Halleck naciskał na Buella, by – celem wsparcia Armii Tennessee Granta – poprowadził swą armię ku miejscu zwanemu Pittsburg Landing, co wiązało się z planowanym atakiem na silny punkt oporu konfederatów w miejscowości Corinth. Ale armii Buella – mimo że stacjonowała w mieście Columbia (około 150 km na wschód od Pittsburg Landing) – miesiąc zajęło przybycie na miejsce, a Grant właśnie szykował się do kontruderzenia na konfederacką Armię Mississippi. Buell usprawiedliwiał się, że marsz armii utrudniały rozlane rzeki i deszcze, ale że ostatecznie przybył na czas, by „ocalić” Granta. Uważał się za prawdziwego zwycięzcę, a udział Granta w bitwie, do jakiej doszło 7 kwietnia pod Shiloh, umniejszał. Współcześni historycy, jak Larry Daniels i Kenneth Noe, są zdania, że Grant doskonale poradził sobie pierwszego dnia bitwy, a spór między nim a Buellem dotyczył wyłącznie drugiego dnia. Tymczasem obaj dowódcy działali zupełnie niezależnie, a „powolne i pełne wahań działania Buella dowodzą, że nie sprawdził się jako wódz”.
Po zwycięskiej bitwie pod Shiloh, Buell, pod rozkazami Hallecka, brał udział w oblężeniu Corinthu. Na przełomie czerwca i lipca cztery dywizje jego armii rozpoczęły powolny marsz w stronę Chattanoogi, ale konfederacka kawaleria gen.-mjra Nathana Forresta zagroziła ich liniom zaopatrzenia i ofensywę trzeba było wstrzymać.
W tym okresie Buell popadł w tarapaty natury politycznej. Niektórzy oficjele unijni podejrzewali go – jako jednego z niewielu oficerów będących w przeszłości właścicielami niewolników (chociaż odziedziczył niewolników po rodzinie żony) – o sprzyjanie konfederatom. Podejrzenia te potwierdzać miało zdecydowane stanowisko Buella, który podczas operacji w Tennessee i Alabamie forsował politykę niewtrącania się wojska w sprawy cywilnych mieszkańców Południa. 2 maja 1862 roku doszło do spięcia, gdy żołnierze Unii przystąpili do plądrowania miasteczka Athens. Buell, znany z utrzymywania żelaznej dyscypliny, wpadł w złość i postawił w stan oskarżenia Johna Turchina, jednego z podwładnych odpowiedzialnych za zajścia. Prezydent Abraham Lincoln uległ naciskom polityków z Tennessee i 30 września rozkazał gen.-mjr. George’owi Thomasowi zastąpić Buella jako dowódca armii. Thomas odmówił i Lincoln – nie mając innego wyjścia – pozostawił Buella na stanowisku. Turchin został postawiony przed sądem wojskowym, ale – wbrew oczekiwaniom Buella – nie został ukarany, a wręcz przeciwnie, awansowany na stopień generała-brygadiera.
Grant, mimo niesnasek do jakich doszło po Shiloh, bronił Buella pisząc:

Generał Buell był dzielnym, inteligentnym, najdumniejszym i najambitniejszym oficerem jakiego znałem. ... Stał się obiektem ostrej krytyki, przy czym niektórzy posuwali się nawet do podważania jego lojalności. Nikt z tych, co go znali, nie uwierzył, że mógłby być zdolny do niehonorowego postępowania, a nic tak nie kładzie się plamą na honorze oficera jak przyjęcie wysokiego stopnia i dowództwa w wojnie by następnie zdradzić. Kiedy w roku 1864 zostałem dowódcą Armii Unii prosiłem sekretarza wojny o ponowne przyjęcie generała Buella do służby. ... Często miałem możliwość stawać w obronie niesprawiedliwie w moim pojęciu oskarżanego generała Buella. W pewnym przypadku dziennikarz włożył w moje usta oskarżenia – którym tak często zaprzeczałem – o nielojalność. To spowodowało bardzo ostrą odpowiedź generała Buella, co widziałem w „New York World” nim jeszcze otrzymałem jego list. Doskonale rozumiałem, że miał żal czytając o nieprawdziwych i krzywdzących oskarżeniach ze strony oficera, który był w tym czasie dowódcą armii. Odpowiedziałem mu, ale nie za pośrednictwem prasy. Nie zachowałem kopii tego listu, nie widziałem go w druku; nie doczekałem się też odpowiedzi.

### Kentucky
Jesienią 1862 roku konfederacki generał Braxton Bragg uderzył na Kentucky i Buell został zmuszony ścigać go, by obronić Louisville i linię rzeki Ohio. Jeden z korpusów armii Buella został zaatakowany 8 października przez Bragga pod Perryville, a Buell, znajdujący się kilka kilometrów dalej, aż do późnego popołudnia nie miał pojęcia, że bitwa się toczy, a nawet wtedy nie zdecydował się rzucić do boju całej swej armii i pokonać słabszego przeciwnika, co Halleck skomentował następująco: „jak zawsze poruszasz się zbyt wolno; twój brak zdecydowania wprost zaskakuje; Bragg w dwa miesiące pokonał odległość czterokrotnie większą niż ty...”. Wprawdzie bój pod Perryville uznano za taktycznie nierozstrzygnięty, konfederacki najazd na Kentucky został powstrzymany, a siły Bragga zmuszone do odwrotu do Tennessee, ale brak zdecydowania ze strony Buella, który nie podjął pościgu za Braggiem, spowodował odebranie mu 24 października dowództwa przez niecierpliwego Lincolna; jego miejsce zajął gen.-mjr William Rosecrans. Następne półtora roku Buell spędził w Indianapolis oczekując, że komisja wojskowa oczyści go z zarzutów; twierdził, że nie ścigał Bragga z braku zaopatrzenia. Takie oczyszczenie nigdy nie nastąpiło, wobec czego 23 maja 1864 roku odszedł ze służby. Oferowano mu wprawdzie – na skutek szybkiej interwencji Granta – dowództwo, ale Buell propozycję odrzucił twierdząc, że służba pod rozkazami Shermana czy Canby’ego byłaby dlań degradacją, jako że miał wyższy niż oni stopień. Grant w swych wspomnieniach napisał, że „odmowa służby jest najgorszą wymówką żołnierza”.

## Ostatnie lata
Po wojnie Buell zamieszkał ponownie w Indianie, a następnie przeniósł się do Kentucky, gdzie został zatrudniony w przemyśle wydobywczym żelaza i węgla jako prezes Green River Iron Company. W latach 1885–1889 pracował jako agent ds. emerytur rządowych. Zmarł we własnym domu w Rockport, a pochowany został na cmentarzu Bellefontaine w Saint Louis.